# Русская служба Радио «Свобода»
Русская служба Радио «Свобода» пропагандистская радиостанция, созданная в 1953 году. Корреспондентская сеть русской службы включает в себя несколько десятков внештатных корреспондентов во всех регионах России и многих странах мира.
По данным Newsru.com, в 2006 году в России РС имела 60 штатных и почти 200 внештатных журналистов.

## История

### Советский период
В советские годы, наряду с другими «западными голосами» («Голос Америки», BBC, «Немецкая волна» и другие), являлась одним из основных источников независимой от советского руководства информации о событиях в СССР и мире.
Позывными сигналами Русской службы радиостанции долгие годы служила мелодия Гимна свободной России, музыку к которому написал композитор Александр Гречанинов в период Февральской революции 1917 года.

### Российский период
После провала попытки путча ГКЧП указом российского президента Бориса Ельцина от 27 августа 1991 года была разрешена деятельность радиостанции непосредственно в России (был отменён в октябре 2002 года президентом Владимиром Путиным).

Трудно переоценить значение вашего вклада в уничтожение тоталитарного режима в бывшем СССР. Но не менее важны ваши усилия сейчас в деле информирования русских слушателей о событиях в нашей стране и во всем мире.
Послание Президента России Б. Н. Ельцина «Радио Свобода» в связи с сорокалетним юбилеем станции. Март 1993 
В 1995 году «Радио Свобода» было зарегистрировано в Госкомпечати РФ как средство массовой информации.
В 1997 году был создан сайт русскоязычной службы «Радио Свобода». Первоначально его основу составляли новости и архивы радиопрограмм, позже добавились архивные записи, аудио- и видеоматериалы. В разное время сайтом руководили Екатерина Пархоменко, Людмила Телень, по состоянию на октябрь 2018 года, этим занимается Дмитрий Волчек.
С 1998 года «Радио Свобода» начало вещание в Москве на средних волнах (AM 1044 кГц, передатчик в Куркино). Кроме того, в более чем 30 российских регионах её программы ретранслировались местными радиостанциями в различных диапазонах. В большинстве случаев РСЕ/РС выкупала эфирное время у местных радиостанций и пересылала им сигнал через спутник, при этом радиостанции должны были иметь лицензию на ретрансляцию программ из-за рубежа.
Радиостанция уделяет много внимания проблемам прав человека в России. В 2000-е годы особое внимание уделялось освещению чеченского конфликта и положения на Северном Кавказе в целом. Радиостанция, как правило, предоставляла микрофон обеим сторонам конфликта. Это давало повод представителям власти говорить об «информационном пособничестве террористам» и считать, что она тем самым нарушает действующее законодательство Российской Федерации. Особенно острой критике подверглась деятельность корреспондента радиостанции Андрея Бабицкого. По мнению некоторых СМИ либеральной направленности, его репортажи из осаждённого федеральными войсками Грозного вызвали возмущение в силовых ведомствах и стали непосредственным поводом для его задержания и похищения
7 июля 2006 года газета «Вашингтон пост» сообщила, что российские радиостанции под давлением властей прекратили ретрансляции программ РСЕ/РС и радиостанции «Голос Америки». Из 30 партнёров РСЕ/РС продолжили ретрансляцию только 4 радиостанции. В качестве причины российские чиновники назвали «нарушения условий лицензии и неразрешённые изменения в программах передач», однако в руководстве РСЕ/РС это посчитали лишь предлогом. По словам одного из руководителей радиостанции Джеффри Тримбла, запрет был вызван тем, что «мы сосредотачиваем внимание, прежде всего, на внутренних событиях — как раз на тех вещах, с которыми у Кремля проблемы».
В 1995—2012 года директорами Русской службы РС были Юрий Гендлер, Марио Корти, Мария Кляйн, Ринат Валиуллин, Ефим Фиштейн.
14 сентября 2012 года новым директором Русской службы была назначена М. А. Гессен. 20 сентября интернет-редакция Русской службы радиостанции «Свобода» была уволена в полном составе. На следующий день были уволены другие сотрудники Московского бюро, включая технический персонал. Тогда же было объявлено о предстоящем прекращении вещания с территории России на средних волнах.
С 10 ноября 2012 года Радио Свобода, прекратив эфирное вещание в России на коротких, продолжила вещание на средних волнах и в интернете. Решение было связано с вышедшим в России новым законом о СМИ, согласно которому компания, вещающая в российском радиоэфире, обязана иметь не более 48 % иностранного уставного капитала, в то время как учредители Радио Свобода превышают этот лимит.
В течение нескольких месяцев работы нового директора московской службы Маши Гессен посещаемость сайта сократилась примерно вдвое. В декабре был уволен президент радиостанций «Свобода» и «Свободная Европа» Стивен Корн, которому вменили в вину развал московского бюро.
Бывшие сотрудники Радио Свобода продолжали работу на созданном ими сайте «Новая Свобода». Ушедших журналистов поддержали Михаил Горбачёв и правозащитники во главе с Людмилой Алексеевой.
30 апреля 2013 года Маша Гессен покинула пост директора Русской службы Радио Свобода.
Директором службы была назначена Ирина Лагунина.
С января 2016 года директором Русской службы Радио Свобода является Андрей Шарый. Вначале он занимал должность исполняющего обязанности директора.
В июне 2016 года был открыт доступ к архивам Радио Свобода, содержащим записи 1953—1995 годов.
12 января 2020 Роскомнадзор возбудил восемь дел в отношении проектов «Радио Свобода» из-за отказа выполнения требований о маркировке распространяемой информации. Издание заявляет, что правила маркировки «являются вмешательством в работу журналистов». Тверской суд Москвы отклонил жалобы «Радио Свобода» на связанные со статусом иноагента штрафы. В начале марта сумма штрафов «Радио Свобода» и её гендиректора по делам о немаркировке материалов иностранного агента достигла 53,9 миллиона рублей.
По данным самого издания, в январе-июле 2021 года Роскомнадзором было составлено 650 протоколов, а общая сумма штрафов по уже вынесенным судебным решениям достигла почти 250 миллионов рублей.
4 марта 2022 Роскомнадзор заблокировал сайт издания за размещение якобы заведомо ложной информации о вторжении России на Украину.
По состоянию на 2023 год, ретрансляция программ РС/РСЕ российскими радиостанциями не осуществляется. Вещание на русском языке ведётся партнёрскими радиостанциями и передатчиками из-за рубежа (из Литвы, Латвии и Эстонии) в средневолновом диапазоне (суммарно 3 часа в день) преимущественно в вечерние и ночные часы из-за дальности распространения радиоволн и через спутник Eutelsat Hot Bird 13B. Видеосюжеты распространяются через спутник и YouTube. Доступ к текстовой информации, видеосюжетам и онлайн-вещанию обеспечивается также через веб-сайт и социальные сети, в частности Facebook.
С декабря 2017 года в соответствии с законом РФ «О массовой информации» «Радио Свобода» и ряд её региональных дочерних проектов были внесены Министерством юстиции России в список иностранных средств массовой информации, выполняющих функции иностранного агента, так как организация финансируется за счёт гранта Конгресса США через Агентство США по глобальным СМИ (United States Agency for Global Media’s, USAGM).
4 марта 2022 года доступ в России к сайту «Радио Свобода» был ограничен на основании решения Генеральной прокуратуры РФ от 24 февраля 2022 года, основанием для ограничения было указано нарушение статьи 15.3 закона «Об информации, информационных технологиях и о защите информации». 6 марта 2022 года Радио Свобода прекратило свою деятельность в России, взамен открылось бюро в Риге (Латвия). Планируется открытие в Вильнюсе (Литва) бюро белорусской службы.

## Описание
Сайт Радио Свобода — мультимедийный портал с семью с лишним миллионами посещений ежемесячно. На сайте публикуются оригинальные материалы: тексты, фото, видеорепортажи, а также расшифровки радиопрограмм, предоставляется возможность слушать эфир в режиме онлайн и с помощью подкастов. Сайт специализируется на прямых видеотрансляциях с места событий и производстве видео-ток-шоу (15 часа в неделю). У Радио Свобода есть аккаунты в социальных сетях Facebook, Twitter, ВКонтакте, Одноклассники, Youtube, LiveJournal, Telegram, Instagram, SoundCloud. Для смартфонов разработаны приложения, доступные на AppStore и Google Play.

### Общественно-политические программы
Общественно-политическое вещание Русской службы составляют выпуски новостей, программа «Время Свободы» и ток-шоу «Лицом к событию».
- Выпуски новостей.
- «Лицом к событию» — ведущий Михаил Соколов или Елена Рыковцева.
- «Время Свободы» — ведущий Андрей Шароградский.

### Программы о культуре
Программы о культуре включает в себя следующие программы:
- «Генис. Взгляд из Нью-Йорка» — ведущий Александр Генис.
- «Культурный дневник» — ведущий Дмитрий Волчек.
- «Поверх барьеров с Игорем Померанцевым» — ведущий Игорь Померанцев.
- «Поверх барьеров с Иваном Толстым» — ведущий Иван Толстой.

### Другие программы
- «Деньги на Свободе» (Максим Блант).
- «Цитаты Свободы» (Аля Пономарёва).
- «Человек имеет право» (Марьяна Торочешникова).
- «Дороги к свободе» (Виталий Портников).
- «Археология» (Сергей Медведев).
- «Атлас Мира» (Александр Гостев и Ярослав Шимов).
- «Американские вопросы» (Юрий Жигалкин).
- «Свобода в клубах» (Елена Фанайлова).
- «Музыка на „Свободе“» (Артемий Троицкий).

### Телеканал «Настоящее время»
Настоящее Время — медиапроект Радио Свобода/Свободная Европа в партнёрстве с «Голосом Америки». Медиапроект начал свою работу в октябре 2014 года, с одноимённой вечерней передачей и запуском сайта currenttime.tv.
В марте 2016 года «Настоящее время» начал тестовое вещание одноимённого телеканала на спутнике Eutelsat Hot Bird 13B, чуть позже на сайте «Настоящего времени».
3 октября 2016 телеканал начал полноценное вещание с запуском вечернего блока программ по будням. 

## Руководство
- Андрей Шарый — директор Русской службы Радио Свобода с января 2016 года.
- Ярослав Шимов — главный редактор Радио Свобода с января 2023 года.
- Евгения Назарец — заместитель директора Радио Свобода с марта 2025 года.

## Вещание[24][34]
«Радио Свобода» на русском языке вещает на территорию России, Белоруссии, Украины, Молдавии, Польши, Латвии, Литвы, Эстонии и Грузии. В октябре 2009 года было открыто русскоязычное вещание для Абхазии и Южной Осетии.
На средних волнах передачи транслируются на русском языке в вечернее и ночное время в эфире партнёрских радиостанций из сопредельных с Россией стран:
• Литва на чатсоте AM 1386 кГц СВ с 21:30 до 00:00 по московскому времени на Радио «Балтийские Волны» (в 2017 году обновлён и усилен передатчик),
• Эстония на частоте AM 1035 кГц СВ с 21:00 до 22:00 по московскому времени («Семейное Радио Эли́», с 2023 года),
• Армения на частоте AM 864 кГц СВ с 17:30 до 18:30 по московскому времени (на частоте «Трансмирового радио», с 2023 года),
покрывая территорию Европейской и Южной части России, Белоруссии, Украины, Молдовы, Грузии, Казахстана.
А также через спутник Eutelsat Hot Bird 13B и AsiaSat и в интернете.
26 июня 2016 года официальное коротковолновое вещание прекращено. С 2022 года вещание на коротких волнах возобновлено и поддерживается неофициально радиопроектом WRMI (Radio Miami International) из Флориды, США на частоте SW 15770 кГц КВ в свете напряженной ситуации в России. Сигнал достигает Восточной Европы и Европейской части России.
С июня 2025 года радиовещание приостановлено.
С 1 августа 2025 радиовещание возобновлено.
Вещание в России
С 1998 по 2022 год бюро «Радио Свобода» находилось в Москве по адресу: Старопименовский переулок, 18 (ныне: ул. Малая Дмитровка, 20).
Программы Русской службы Радио Свобода можно слушать ежедневно на средних волнах в вечернее время (вещание с территории сопредельных стран): AM 1386 кГц СВ, AM 1035 кГц СВ, AM 864 кГц СВ. Также через спутники Hot Bird 13B и AsiaSat и в интернете на сайте svoboda.org. До 26 июня 2016 года станция также вещала в коротковолновом диапазоне. С 2022 года вещание на коротких волнах возобновлено радиопроектом WRMI (Radio Miami International) из Флориды, США на частоте SW 15770 кГц КВ утром с 7:00 до 8:00 по московскому времени.
Вещание в Польше
Программы Русской службы Радио Свобода можно услышать в эфире цифровой радиостанции Radio Poland DAB+ (Polish Radio External Service). Радиостанция вещает в цифровом мультиплексе Polskie Radio в стандарте DAB+. Варшава, Торунь, Щецин, Кельце и в других городах.
Вещание в Молдове
«LV-Topal» SRL Radio Bas FM, Бессарабка, FM 105.00 МГц в часовых блоках по выходным дням.
Вещание в Грузии
Программы Русской службы Радио Свобода можно услышать в эфире радиостанции Radio Green Wave.
Вещание в Латвии
Программы Русской службы Радио Свобода можно услышать в часовых блоках в эфире радиостанции Latvian Radio 4 (LR4), Рига FM 107.70 МГц, Даугавпилс FM 104.00 МГц, Лиепая FM 97.90 МГц, Вентспилс FM 95.30 МГц и в других городах. Также в Риге на Radio Jurmala 99.00 FM и Radio PIK 100.00 FM.
Вещание в Литве
Программы Русской службы Радио Свобода можно услышать в эфире радиостанции «Балтийские Волны» AM 1386 кГц СВ Radio Baltic Waves (Baltijos Bangų Radijas) по всей территории Европейской части России и Белоруссии с 21:30 до 00:00 часов ежедневно по московскому времени.
Также программы Русской службы Радио Свобода можно услышать в эфире радиостанции Žinių Radijas (УКВ), Вильнюс FM 97.30 МГц, Шяуляй FM 97.00 МГц, Паневежис FM 107.90 МГц, Клайпеда FM 102.20 МГц, Каунас FM 104.90 МГц и в других городах.
Вещание в Эстонии
Программы Русской службы Радио Свобода можно услышать в эфире радиостанции «Семейное Радио Эли́» AM 1035 кГц СВ по всей территории Европейской и Северо-Западной части России и Белоруссии с 21:00 до 22:00 часов ежедневно по московскому времени.
Также в ряде городов Эстонии в часовых блоках на местном FM-диапазоне (Estonian Public Broadcasting), в частности Таллинн FM 94.50 МГц, Нарва FM 100.90 МГц, Тарту FM 94.50 МГц, Пярну FM 94.80 МГц и в других городах.
Вещание в Армении
Программы Русской службы Радио Свобода можно услышать на частоте «Трансмирового радио» AM 864 кГц СВ по всей территории Южной части России и Казахстана с 17:30 до 18:30 часов ежедневно по московскому времени.

## Критика
В монографии «Новые технологии борьбы с российской государственностью» В. И. Якунин, В. Э. Багдасарян, С. С. Сулакшин заявляют, что радиостанция «Свобода» занимается «обычной антироссийской пропагандой». По мнению этих авторов, несмотря на то, что радиостанция была создана для идеологической борьбы НАТО с социалистическим альянсом и Советским Союзом, характер её деятельности после распада СССР по существу не изменился.

Главными направлениями деятельности [радио «Свобода»] являются дискредитация российской власти, а нередко и российской культуры, информационная поддержка проамерикански настроенных противников существующего режима и пропаганда американизма. Кроме этого, значимой формой является поощрение сепаратистских настроений нерусских народов. Этот факт, в частности, подтверждается и бывшими сотрудниками национальных редакций корпорации, которые открыто заявляют об огромной роли РСЕ-РС в пробуждении «национального сознания».— А. А. Мухин. Медиа-империи России
Многолетний корреспондент РС Андрей Бабицкий был в апреле 2014 года сначала отстранён от работы на радиостанции — за одобрение российской аннексии Крыма, а в марте 2015 и вовсе уволен. Сам Бабицкий назвал причиной увольнения конфликт с украинской редакцией РС из-за присланного им видеоматериала, на котором была снята эксгумация тел жителей Новосветловки, которые, как он утверждает, были убиты бойцами батальона «Айдар».
В феврале 2019 года на сайте Радио Свобода была опубликована статья «Они действовали шантажом», посвящённая деятельности ООО «Конкорд» на рынке школьного и дошкольного питания в Москве. В редакцию сайта поступила досудебная претензия от «Комбината питания Конкорд» о защите деловой репутации. В конце марта стало известно, что редакция сайта приняла решение об удалении публикации в связи с тем, что информация, изложенная в ней, не может быть подтверждена публично. "Мы не располагаем достоверными сведениями о том, что ООО КП «Конкорд» является монополистом на рынке школьного и дошкольного питания в Москве, — говорится в пояснении. — Мы также не можем предоставить достаточных прямых доказательств совершения представителями ООО КП «Конкорд» каких-либо незаконных, недобросовестных или мошеннических действий, в том числе в отношении контрагентов и партнёров ООО КП «Конкорд».
Спустя несколько часов после того, как 27 марта 2019 года оперативники ФСБ задержали 20 членов организации «Хизб ут-Тахрир аль-Ислами» в Крыму, одновременно два проекта «Радио Свобода» — «Idel.Реалии» и «Кавказ. Реалии» выступили в поддержку арестованных (в первом материале речь шла об обращении организации «Свободный Идель-Урал» к муфтию Республики Татарстан Камилю Самигуллину, во втором — об осуждении операции со стороны дипломатической службы Евросоюза).
27 июля 2020 года полиция составила административный протокол в отношении «Радио Свобода» по статье о фейковой информации за материал на портале «Север. Реалии» о «принудительной эвтаназии» в больницах Санкт-Петербурга в период пандемии коронавируса. Портал «Север. Реалии» 11 апреля опубликовал материал Татьяны Вольтской под заголовком «Людей принудительно отключают. Реаниматолог об адских условиях работы», в котором на условиях анонимности рассказывается, в частности, о нехватке аппаратов ИВЛ в больницах Санкт-Петербурга, из-за чего врачам якобы приходится решать вопрос об отключении от них пациентов.